# Anklage: Mord (1947)
Anklage: Mord ist ein US-amerikanischer Kriminalfilm aus dem Jahr 1947 von Curtis Bernhardt mit Robert Taylor und Audrey Totter in den Hauptrollen. Der Film noir wurde von Metro-Goldwyn-Mayer produziert und basiert auf dem 1936 veröffentlichten Roman High Wall von Alan R. Clark und dem gleichnamigen Theaterstück von Bradbury Foote.

## Handlung
Der Verleger Willard Whitcombe erfährt, dass Steven Kenet, Ehemann seiner Sekretärin Helen, nach zweijähriger Abwesenheit nach Hause zurückgekehrt ist. Er ist Helen zu Whitcombe gefolgt, die dort ein Manuskript abholen will. In der nächsten Szene sitzt Steven mit der Leiche seiner Frau im Auto. Er will mit dem Auto in einen Fluss fahren, um sich umzubringen, wird aber von der Polizei aufgehalten.
Steven kann sich an die Umstände von Helens Tod nicht erinnern. Man nimmt an, der Grund sei eine Hirnoperation, die Steven hinter sich hat. Er wird zur Untersuchung in eine psychiatrische Klinik gebracht. Dort erkennt Dr. Ann Lorrison ein Blutgerinnsel in Stevens Gehirn, das für seinen Gedächtnisschwund verantwortlich sein kann. Steven will sich keiner weiteren Operation unterziehen. Staatsanwalt David Wallace wirft ihm vor, sein fehlendes Gedächtnis als Verteidigungsstrategie nutzen zu wollen. Stevens Mutter soll ihn von dem Eingriff überzeugen.
Steven und Ann suchen die Mutter auf, finden sie jedoch tot auf. Stevens sechsjähriger Sohn Richard steht unter Schock. Ann kann den Jungen fürs Erste bei sich aufnehmen, erzählt aber Steven, dass Richard in einem Waisenhaus untergebracht wird, sollte Steven sich nicht operieren lassen. Steven willigt ein und lässt sich operieren. Die Operation verläuft erfolgreich, nur die Erinnerung an Helens Tod will sich nicht einstellen. Das Angebot, Richard zu besuchen, schlägt er aus Angst aus.
Whitcombe wird zur gleichen Zeit von seinem Angestellten Cronner erpresst, der weiß, wie Helen ums Leben kam. Als Cronner seine Informationen Steven anbietet, wird er von Whitcombe getötet. Das Angebot hat Steven zu der Überzeugung gebracht, dass er mit seiner Erinnerung seine Unschuld beweisen kann. Von Ann bekommt er das Wahrheitsserum Sodiumpentothal und erinnert sich an die Ereignisse: Steven folgte Helen in Whitcombes Haus und erkannte, dass die beiden eine Affäre haben. Voller Wut und Eifersucht attackierte er Helen, wurde dabei aber bewusstlos und wachte später neben seiner toten Frau im Auto auf.
Nach der Behandlung schläft Steven ein. Als Ann die Klinik später verlässt, findet sie Steven, der sich in ihrem Auto versteckt. Mit ihr fährt er zu Whitcombes Appartement, um noch einmal die Todesnacht durchzugehen. Er erinnert sich an einen Koffer, der verschwunden war, als er erwachte. Es musste also noch jemand in dem Appartement gewesen sein. Ann und Steven richten das Appartement so her, wie es in der Nacht aussah. Whitcombe gerät, als er nach Hause kommt, bei dem Anblick in Panik. 
Whitcombe sucht Steven auf und provoziert einen Angriff, indem er ihm die Morde an Helen und Cronner gesteht. Steven wird festgenommen und in Einzelhaft gesteckt. Als Ann ihn besucht, erzählt er ihr von Whitcombes Geständnis. Er greift ihre Autoschlüssel und flüchtet. Erst am nächsten Tag findet Ann ihn vor Whitcombes Haus. Sie stellen dem Verleger eine Falle und können ihm Sodiumpentothal verabreichen. Mit der Wahrheitsdroge legt Whitcombe nun vor der Polizei ein Geständnis ab. Er hat Helen getötet, weil sie ihn zur Heirat zwingen wollte. Steven ist nun vom Mordverdacht befreit und besucht mit Ann Richard.

## Produktion
Gedreht wurde der Film von Mitte Juni bis Ende August 1947 in den MGM-Studios in Culver City.

## Stab und Besetzung
Cedric Gibbons und Leonid Vasian waren die Art Directors, Edwin B. Willis und Joseph W. Holland die Szenenbildner. Douglas Shearer war für den Ton verantwortlich, A. Arnold Gillespie und Warren Newcombe für die Spezialeffekte.
In kleinen nicht im Abspann erwähnten Nebenrollen traten Irving Bacon, Georgia Caine, John Hamilton, Selmer Jackson, Frank Jenks, Ray Teal, Harry Wilson und Hank Worden auf.

## Veröffentlichung
Die Premiere des Films fand am 17. Dezember 1947 statt. In der Bundesrepublik Deutschland wurde er am 10. Dezember 1987 im deutschen Fernsehen ausgestrahlt.

## Kritiken
Das Lexikon des internationalen Films schrieb: „Düsteres Krimimelodram mit psychologisierenden Elementen; in der Handlungskonstruktion unglaubwürdig, aber atmosphärisch dicht und intensiv gespielt.“
Die Filmzeitschrift Cinema befand: „Ein düsterer, fesselnder Mystery-Thriller mit einem glänzenden Robert Taylor. Fazit: Packender, stark besetzter Thriller.“
Der Kritiker der The New York Times schrieb, als ordentliches Filmmelodram mit Hilfe moderner Psychotherapie sei der Film voller Schrecken, morbide und zynisch gegenüber der Gesellschaft.
Der Kritiker des TV Guide beschrieb den Film als eiskalten, gespenstischen Psychothriller mit einer einzigartig beeindruckenden Leistung von Robert Taylor.